# أنيس القاق
"محمد أنيس" أحمد القاق (1 يونيو 1947 في سلوان – ) دبلوماسي، وطبيب أسنان فلسطيني. كان سفيرًا لدولة فلسطين لدى سويسرا بين عامي 2003 و2009 وعضوًا في المجلس الوطني الفلسطيني.

## حياته
وُلد القاق في سلوان جنوب مدينة القدس عام 1947 إبان فترة الانتداب البريطاني على فلسطين. تلقى تعليمه المدرسي فيها وحصل على شهادة البكالوريوس في طب الأسنان من جامعة بغداد عام 1971. لاحقًا تخصص في جراحة الفم في جامعة باكينغهامشير الجديدة بالمملكة المتحدة بين عامي 1982 و1984.
عُين رئيسًا لجمعية الصداقة الفلسطينية السويدية وأمينًا عامًا لمجلس الخدمات الصحية عام 1989. كما كان نائبًا لمساعد وزير التخطيط والتعاون الدولي الفلسطيني عام 1996 ووكيلًا للوزارة. 
عُين نهاية عام 2003 رئيسًا للمفوضية الفلسطينية العامة لدى سويسرا.

## حياته الشخصية
تزوج في عام 1996من السياسية الهولندية سيغريد كاغ، والتي صارت في عام 2018 وزيرةً للتجارة الخارجية والتعاون الإنمائي.